# Tvärålund
Tvärålund is een plaats in de gemeente Vindeln in het landschap Västerbotten en de provincie Västerbottens län in Zweden. De plaats heeft 271 inwoners (2005) en een oppervlakte van 81 hectare. De Europese weg 12 loopt iets ten oosten van de plaats, ook loopt er een spoorweg langs de plaats.